# On My Block
On My Block es una serie de televisión estadounidense de comedia dramática creada por Lauren Iungerich, Eddie Gonzalez y Jeremy Haft. La primera temporada, constituida por diez episodios, se publicó en Netflix el 16 de marzo de 2018. El 13 de abril de 2018, se anunció la renovación de la serie para una segunda temporada, que se estrenó el 29 de marzo de 2019. El 29 de abril de 2019, la serie fue renovada para una tercera temporada que se estrenó el 11 de marzo de 2020. El 29 de enero de 2021, se anunció que la serie fue renovada para una cuarta y última temporada, que se estrenó el 4 de octubre de 2021.

## Sinopsis
En un barrio conflictivo de Los Ángeles, cuatro jóvenes ven puesta a prueba su amistad de por vida cuando comienzan la escuela preparatoria.

## Elenco

### Principal
- Sierra Capri como Monse Finnie:[2][4][10] una afro-latina testaruda que se desempeña como líder de su grupo de amigos.[11] Criada por su padre soltero, está enamorada de uno de sus mejores amigos, Cesar.
- Jason Genao como Ruben "Ruby" Martinez:[2][4][10] un genio de las matemáticas de ascendencia mexicana que a menudo sirve como la conciencia del grupo.[11]
- Brett Gray como Jamal Turner:[2][4][10] el nerd del grupo,[12] que es afroamericano.
- Diego Tinoco como Cesar Díaz:[2][10] un adolescente inteligente que se ve forzado a la vida de pandilla una vez que su hermano es liberado de la prisión, poniendo presión sobre una relación floreciente con él y Monse.
- Jessica Marie Garcia como Jasmine Flores (temporadas 2-4; recurrente temporada 1):[2][4] una compañera de clase del grupo.
- Julio Macias como Oscar "Spooky" Díaz (temporada 3-4; recurrente temporadas 1-2): hermano de César y líder de la pandilla de Santos.
- Peggy Blow como Marisol Martinez (temporada 4; recurrente temporadas 1-3): la abuela de Ruby.

### Recurrente
- Ronni Hawk como Olivia (temporada 1): Ella se queda con Ruby y su familia debido a que sus padres fueron deportados. Ruby está enamorado de ella.
- Paula Garcés como Geny Martinez: la madre de Ruby.
- Danny Ramirez como Mario Martinez (temporadas 1-2): el hermano mayor de Ruby.
- Emilio Rivera como Chivo (temporadas 1-2, 4): un jardinero ex-Santo.
- Eric Neil Gutiérrez como Ruben Martinez Sr.: el padre de Ruby.
- Kylie Samaniego y Julio Ledesma como Luisa y Luis Martinez (temporadas 1-2): los hermanos pequeños de Ruby (quienes son gemelos).
- Reggie Austin como Monty Finnie: el padre de Monse.
- Eme Ikwuakor como Dwayne Turner: el padre de Jamal.
- Raushanah Simmons como Fran Turner: la madre de Jamal.
- Lisa Marcos como Julia Whitman / Selena (temporadas 1-2): la ausente madre de Monse.
- Jahking Guillory como Latrelle (temporadas 1-2; invitado temp. 4): excompañero de clase de Cesar y miembro de la pandilla Profets, rivales de Santos.
- Brent Werzner como el oficial Hammel: un policía del distrito de Freeridge.
- Angela Gibbs como Rosé Westbrook (temporadas 1, 3): una exbailarina del Soul Train.
- Rob Murat como el entrenador Ron (temporadas 1-2, 4): el entrenador de fútbol americano de la escuela y profesor de educación sexual.
- Steve Louis Villegas como Sad Eyes: miembro de los 'Santos'.
- Shoshana Bush como Amber (temporada 2; invitada temp. 4): la novia embarazada de Mario.
- Ada Luz Pla como Stacey "Cuchillos" (temporada 3): la líder de los Santos.
- Gilberto Ortiz como Cuete (temporadas 3-4): el líder de la calle 19.
- Troy Leigh-Anne Johnson como Kendra (temporada 3; invitada temp. 4): el interés amoroso de Jamal.
- Ian Casselberry como Ray Díaz (temporadas 3-4): el padre de Cesar y Spooky.
- Nikki Rodríguez como Vero (temporada 4): la novia de Cesar.
- Andrea Cortés como Isabel Díaz (temporada 4): la esposa de Óscar.
- Benito Martinez como Ricky "Lil' Ricky" Galindo (temporada 4): el antiguo líder de los Santos.

## Episodios
| Temporada | Temporada | Episodios | Episodios | Lanzamiento original | Lanzamiento original |
| --------- | --------- | --------- | --------- | -------------------- | -------------------- |
|           | 1         | 10        | 10        | 16 de marzo de 2018  | 16 de marzo de 2018  |
|           | 2         | 10        | 10        | 29 de marzo de 2019  | 29 de marzo de 2019  |
|           | 3         | 8         | 8         | 11 de marzo de 2020  | 11 de marzo de 2020  |
|           | 4         | 10        | 10        | 4 de octubre de 2021 | 4 de octubre de 2021 |

### Temporada 1 (2018)
| N.º en serie | N.º en temp. | Título                           | Dirigido por     | Escrito por                                     | Fecha de lanzamiento original |
| --- | ------------ | -------------------------------- | ---------------- | ----------------------------------------------- | ----------------------------- |
| 1 | 1            | «Chapter One» «Capítulo uno»     | Lauren Iungerich | Jeremy Haft & Eddie Gonzalez & Lauren Iungerich | 16 de marzo de 2018           |
| Monse Finnie (Sierra Capri) vuelve de un campamento de escritura lejos del problemático barrio de Freeridge, sólo para enterarse de que sus mejores amigos se encuentran peleados por un rumor que se salió de control. |              |                                  |                  |                                                 |                               |
| 2 | 2            | «Chapter Two» «Capítulo dos»     | Lauren Iungerich | Lauren Iungerich                                | 16 de marzo de 2018           |
| Conscientes de lo que le espera a César (Diego Tinocco), el grupo intenta convencer al líder de los Santos, Spooky (Julio Macias), de mantener a su amigo fuera de la pandilla. Mientras tanto, Ruby (Jason Genao) recibe a Olivia (Ronni Hawk), una amiga de la familia, en su hogar. |              |                                  |                  |                                                 |                               |
| 3 | 3            | «Chapter Three» «Capítulo tres»  | Steven Tsuchida  | Robert Sudduth                                  | 16 de marzo de 2018           |
| Los chicos se preparan para su primer baile escolar, pero la relación secreta entre Monse y Cesar genera tensiones inesperadas en el grupo. Ruby intenta invitar a Olivia como pareja del baile. Cesar recibe sus primeras diligencias en Los Santos. Jamal descubre una leyenda prohibida sobre un tesoro oculto en el barrio. |              |                                  |                  |                                                 |                               |
| 4 | 4            | «Chapter Four» «Capítulo cuatro» | Steven Tsuchida  | Eddie Gonzalez & Jeremy Haft                    | 16 de marzo de 2018           |
| Aprovechando las festividades de Halloween, Jamal guía al grupo al lujoso barrio de Brentwood con intenciones ocultas de descubrir más sobre el misterioso tesoro de Rollerworld. Monse experimenta dudas sobre la sostenibilidad de su relación con Cesar, pero su viaje a Brentwood le trae aún más incertidumbres. |              |                                  |                  |                                                 |                               |
| 5 | 5            | «Chapter Five» «Capítulo cinco»  | Ryan Shiraki     | Jamie Uyeshiro                                  | 16 de marzo de 2018           |
| Aterrado por su encuentro romántico con Olivia, Cesar le confiesa su culpa a Jamal, quien, ante su poca resistencia a guardar secretos, le da un tiempo límite para confesar. Sin embargo, la confesión se complica cuando los chicos quedan separados por una redada policial en el barrio. |              |                                  |                  |                                                 |                               |
| 6 | 6            | «Chapter Six» «Capítulo seis»    | Ryan Shiraki     | Adam Starks & Francesca Gailes                  | 16 de marzo de 2018           |
| Con los secretos amorosos de cada uno revelados, el grupo comienza a fracturarse. Jamal se ve forzado a lidiar con las consecuencias de mentirle a sus padres sobre su afición al fútbol americano. La tensión entre los chicos explota durante el partido de Jamal, dejando a Olivia y Monse a cargo de resolverla, aunque signifique que esta última deba mentir sobre sus sentimientos. |              |                                  |                  |                                                 |                               |
| 7 | 7            | «Chapter Seven» «Capítulo siete» | Steven Tsuchida  | Lauren Iungerich                                | 16 de marzo de 2018           |
| Pasan las semanas, Cesar y Olivia han formado una relación, siendo aceptado de buena forma por Monse y Ruby, por otro lado, Jamal ha detenido su investigación de Rollerworld ante la muerte del aparente autor intelectual del robo: Lil' Ricky. A medida que se acercan los quince años de Olivia, Ruby se obsesiona con prepararle la mejor fiesta ante la ausencia de sus padres. Jamal, apoyado por Abuelita, reanuda su búsqueda al convivir con un peculiar jardinero obsesionado con los gnomos.                                                                                                   |              |                                  |                  |                                                 |                               |
| 8 | 8            | «Chapter Eight» «Capítulo ocho»  | Steven Tsuchida  | Eddie Gonzalez & Jeremy Haft & Lauren Iungerich | 16 de marzo de 2018           |
| Cuando Cesar es amenazado por Latrelle, un miembro de la pandilla rival "Los Profetas", la misión de Jamal de encontrar el tesoro se convierte en una esperanza. Monse se ofrece como niñera de una mujer que cree podría ser su madre perdida. Olivia y Ruby pasan más tiempo juntos al organizar los quince años. Cesar y Spooky pasan el día. |              |                                  |                  |                                                 |                               |
| 9 | 9            | «Chapter Nine» «Capítulo nueve»  | Lauren Iungerich | Eddie Gonzalez & Jeremy Haft                    | 16 de marzo de 2018           |
| El tiempo se agota cuando Cesar es forzado a tomar medidas en contra de Latrelle. Ante el panorama desolador, los chicos se unen para resolver las últimas pistas hacia el tesoro de Rollerworld y darle a su amigo una nueva vida. |              |                                  |                  |                                                 |                               |
| 10 | 10           | «Chapter Ten» «Capítulo diez»    | Lauren Iungerich | Lauren Iungerich                                | 16 de marzo de 2018           |
| Es la quinceañera de Olivia y los chicos se preparan para la fiesta. Cesar es admitido oficialmente como un Santo, aunque parece guardar un secreto terrible. Pese haber fallado, Jamal no cesa en su esfuerzo por encontrar el Rollerworld, más cuando descubre una pista faltante. Monse y Cesar finalmente se permiten ser honestos sobre sus sentimientos mutuos. Ante la camaradería y afecto de Ruby, Olivia comienza a verlo como más que un amigo. Los chicos disfrutan de un momento de paz y felicidad, hasta que la venganza de Latrelle termina dejando al borde de la muerte a Olivia y Ruby. |              |                                  |                  |                                                 |                               |

### Temporada 2 (2019)
| N.º en serie | N.º en temp. | Título                                    | Dirigido por     | Escrito por                  | Fecha de lanzamiento original |
| --- | ------------ | ----------------------------------------- | ---------------- | ---------------------------- | ----------------------------- |
| 11 | 1            | «Chapter Eleven» «Capítulo once»          | Lauren Iungerich | Lauren Iungerich             | 29 de marzo de 2019           |
| Los chicos se preparan para la cena de Año Nuevo, lidiando con las consecuencias del tiroteo mientras las pandillas están en tregüa. Ruby evita el duelo por Olivia recurriendo a las drogas de Abuelita. Monse se ve forzada por su padre a alejarse de Cesar, quien ha sido expulsado de la pandilla de Los Santos por no haber acabado con Latrelle. Jamal, por otro lado, intenta mantener oculto el dinero de Rollerworld mientras determina el momento adecuado para mostrárselo a sus amigos. |              |                                           |                  |                              |                               |
| 12 | 2            | «Chapter Twelve» «Capítulo doce»          | Lauren Iungerich | Eddie Gonzalez & Jeremy Haft | 29 de marzo de 2019           |
| Cuando su madre da la maleta con el dinero a la caridad, Jamal recluta al resto de sus amigos para recuperarlo. |              |                                           |                  |                              |                               |
| 13 | 3            | «Chapter Thirteen» «Capítulo trece»       | Ryan Shiraki     | Jamie Uyeshiro               | 29 de marzo de 2019           |
| 14 | 4            | «Chapter Fourteen» «Capítulo catorce»     | Ryan Shiraki     | Christopher Encell           | 29 de marzo de 2019           |
| 15 | 5            | «Chapter Fifteen» «Capítulo quince»       | Jeremy Haft      | Eddie Gonzalez & Jeremy Haft | 29 de marzo de 2019           |
| 16 | 6            | «Chapter Sixteen» «Capítulo dieciséis»    | Erica Watson     | Lauren Iungerich             | 29 de marzo de 2019           |
| 17 | 7            | «Chapter Seventeen» «Capítulo diecisiete» | Ryan Shiraki     | Sonia Kharkar                | 29 de marzo de 2019           |
| 18 | 8            | «Chapter Eighteen» «Capítulo dieciocho»   | Ryan Shiraki     | Adam Starks                  | 29 de marzo de 2019           |
| 19 | 9            | «Chapter Nineteen» «Capítulo diecinueve»  | Lauren Iungerich | Eddie Gonzalez & Jeremy Haft | 29 de marzo de 2019           |
| 20 | 10           | «Chapter Twenty» «Capítulo veinte»        | Lauren Iungerich | Lauren Iungerich             | 29 de marzo de 2019           |

### Temporada 3 (2020)
| N.º en serie | N.º en temp. | Título                                        | Dirigido por     | Escrito por                       | Fecha de lanzamiento original |
| ------------ | ------------ | --------------------------------------------- | ---------------- | --------------------------------- | ----------------------------- |
| 21           | 1            | «Chapter Twenty-One» «Capítulo veintiuno»     | Lauren Iungerich | Lauren Iungerich                  | 11 de marzo de 2020           |
| 22           | 2            | «Chapter Twenty-Two» «Capítulo veintidós»     | Lauren Iungerich | Eddie Gonzalez & Jeremy Haft      | 11 de marzo de 2020           |
| 23           | 3            | «Chapter Twenty-Three» «Capítulo veintitrés»  | Valerie Finkel   | Jamie Uyeshiro                    | 11 de marzo de 2020           |
| 24           | 4            | «Chapter Twenty-Four» «Capítulo veinticuatro» | Jeremy Haft      | Christopher Encell                | 11 de marzo de 2020           |
| 25           | 5            | «Chapter Twenty-Five» «Capítulo veinticinco»  | Ryan Shiraki     | Lauren Iungerich                  | 11 de marzo de 2020           |
| 26           | 6            | «Chapter Twenty-Six» «Capítulo veintiséis»    | Ryan Shiraki     | Sonia Kharkar & Adam Starks       | 11 de marzo de 2020           |
| 27           | 7            | «Chapter Twenty-Seven» «Capítulo veintisiete» | Lauren Iungerich | Eddie Gonzalez & Jeremy Haft      | 11 de marzo de 2020           |
| 28           | 8            | «Chapter Twenty-Eight» «Capítulo veintiocho»  | Lauren Iungerich | Lauren Iungerich & Auriel Rudnick | 11 de marzo de 2020           |

### Temporada 4 (2021)
| N.º en serie | N.º en temp. | Título                                            | Dirigido por | Escrito por | Fecha de lanzamiento original |
| ------------ | ------------ | ------------------------------------------------- | ------------ | ----------- | ----------------------------- |
| 29           | 1            | «Chapter Twenty-Nine» «Capítulo veintinueve»      | —            | —           | 04 de octubre de 2021         |
| 30           | 2            | «Chapter Thirty» «Capítulo treinta»               | —            | —           | 04 de octubre de 2021         |
| 31           | 3            | «Chapter Thirty-One» «Capítulo treinta y uno»     | —            | —           | 04 de octubre de 2021         |
| 32           | 4            | «Chapter Thirty-Two» «Capítulo treinta y dos»     | —            | —           | 04 de octubre de 2021         |
| 33           | 5            | «Chapter Thirty-Three» «Capítulo treinta y tres»  | —            | —           | 04 de octubre de 2021         |
| 34           | 6            | «Chapter Thirty-Four» «Capítulo treinta y cuatro» | —            | —           | 04 de octubre de 2021         |
| 35           | 7            | «Chapter Thirty-Five» «Capítulo treinta y cinco»  | —            | —           | 04 de octubre de 2021         |
| 36           | 8            | «Chapter Thirty-Six» «Capítulo treinta y seis»    | —            | —           | 04 de octubre de 2021         |
| 37           | 9            | «Chapter Thirty-Seven» «Capítulo treinta y siete» | —            | —           | 04 de octubre de 2021         |
| 38           | 10           | «The Final Chapter» «Capítulo final»              | —            | —           | 04 de octubre de 2021         |

## Recepción

### Recepción de la crítica
El agregador de reseñas Rotten Tomatoes otorgó a la primera temporada una calificación de aprobación del 100% en base a 5 revisiones, y una calificación promedio de 9.3/10. Trey Mangum de Shadow and Act escribió: "On My Block es diferente a cualquier cosa que hayamos visto en televisión en relación con la experiencia de crecer. Los protagonistas son jóvenes, se enfrentan a problemas reales que ocurren en las comunidades que tienen para disputar durante este momento crucial en sus vidas. Una historia encantadora sobre la amistad y los asuntos sociales oportunos, junto con la excelente actuación de los jóvenes". Alexis Gunderson de Paste dijo, "Cuando los créditos finales golpean, está claro que no se desperdició ni un segundo de los 10 episodios cortos de la temporada: cada línea fue medida, cada pista de fondo meticulosamente calibrada, cada desplazamiento tonal inicialmente discordante configurado precisamente para un efecto acumulativo singular que aterriza en los momentos finales de la temporada como un golpe al cofre, te das cuenta demasiado tarde, deberías haberlo visto desde una milla de distancia ". Matt Seitz de New York Magazine escribió: "Una de las cosas más notables de esta serie es cómo se pliega el crimen y la conciencia de la violencia potencial en la vida cotidiana, algo que las comedias de situación nunca hacen a menos que sea un episodio muy especial."

## Premios y nominaciones
| Año  | Premiación          | Categoría                         | Nominado(s) | Resultado | Ref.   |
| ---- | ------------------- | --------------------------------- | ----------- | --------- | ------ |
| 2018 | Premios Teen Choice | Programa de televisión revelación | On My Block | Ganador   | [ 16 ] |